# Passeig de Misericòrdia
El Passeig de Misericòrdia és una via urbana de la ciutat de Reus, a la comarca catalana del Baix Camp.

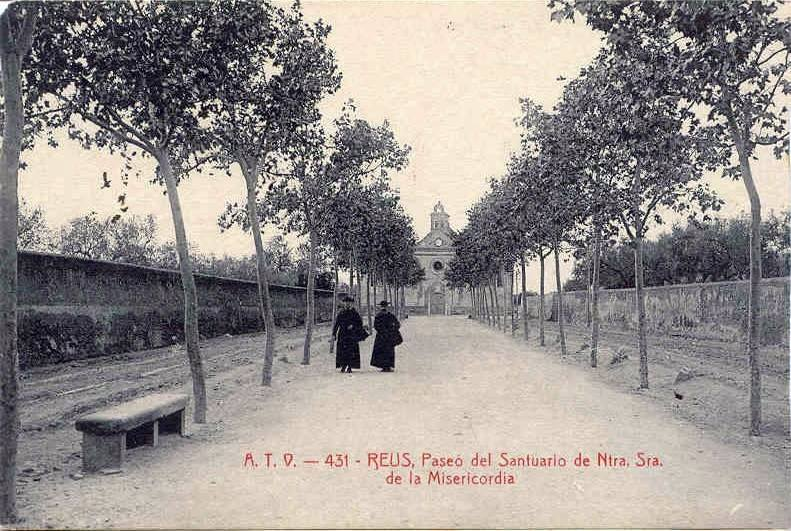
El Passeig de Misericòrdia el 1910

S'inicia a la Plaça de la Pastoreta i arriba a l'Ermita de Misericòrdia, travessant per un pont el barranc de l'Escorial. Té un recorregut d'uns 700 metres. A partir de 1970 es van començar a construir cases d'estadants al llarg del seu recorregut. Hi ha i hi havia hagut alguns masos importants a la vora, com ara el Mas del Vilanova o el Mas de Vilella. Andreu de Bofarull diu que l'antic camí de l'ermita es va convertir en passeig l'any 1797. La urbanització del primer bocí, fins al barranc de l'Escorial es va aprovar el 1884, quan era alcalde Serafí Serra.
L'any 1856, el plànol de la ciutat de Reus mostra el passeig amb dues fileres d'arbres que marcaven l'itinerari des del camí de Misericòrdia fins a l'Ermita. A la mateixa època, dos gravats el presenten amb dos murs de tanca que en marcaven els límits, cosa que encara es veu a la imatge de 1910. L'any 1923 l'arquitecte Pere Caselles va proposar de construir una gran plaça quadrada a l'inici del passeig cap a l'Ermita, que no es va arribar a fer. L'any 1932 l'arquitecte Antoni Sardà va resoldre l'enllaç amb la ciutat a través d'una plaça circular, la plaça de la Pastoreta. El passeig conserva intacte el paviment de sauló original i l'arbrat.